# Can't Stop, Won't Stop
Can't Stop, Won't Stop är det första albumet från bandet The Maine. Det släpptes 8 juli 2008 från Fearless Records. Matt Squire var producenten som hjälpte The Maine med producera detta album. Titeln på albumet kommer från en rad ifrån låten "I Must Be Dreaming".

2009 släpptes en delux-version,  med ett antal fler låtar som är remixer och covers än vad originalalbumet inte har.

## Låtlista
1. "Everything I Ask For"
2. "We All Roll Along"
3. "Girls Do What They Want"
4. "I Must Be Dreaming"
5. "Into Your Arms"
6. "Time To Go"
7. "This Is The End"
8. "Whoever She Is"
9. "Count 'Em One, Two, Three"
10. "Kiss And Sell"
11. "You Left Me"
12. "We'll All Be..."

### Deluxe-version
1. "Everything I Ask For"
2. "We All Roll Along"
3. "Girls Do What They Want"
4. "I Must Be Dreaming"
5. "Into Your Arms"
6. "Time to Go"
7. "This Is the End"
8. "Whoever She Is"
9. "Count'Em One, Two, Three"
10. "Kiss and Sell"
11. "You Left Me"
12. "We'll All Be..."
13. "The Way We Talk (Back Ted N-Ted Remix) [Bonus]"
14. "Pour Some Sugar On Me (Def Leppard cover) [Bonus]"
15. "I Must Be Dreaming (Akustisk) [Bonus]"

### iTunes bonus
1. "The Way We Talk" (Remix)